# Vila Havlovic
Vila Havlovic je zaniklá rodinná vila, která stála v Praze 5-Hlubočepích ve vilové čtvrti Barrandov na západním konci ulice Pod Habrovou. Na jejím místě byl roku 1994 postaven objemově větší bytový dům.

## Historie
Vilu ve svažitém terénu postavenou v letech 1939-1940 navrhli architekti Jiří a Vlasta Štursovi. 10. října 1992 Obvodní úřad pro Prahu 5 vydal Rozhodnutí o odstranění stavby a do roku 1994 byl na jejím místě postaven objemově větší dům s dvanácti bytovými jednotkami. Nový dům má prosklené schodiště, v nižších podlažích si ponechal původní řešení s terasami a velikými prosklenými plochami.